# 馬木提·穆依提

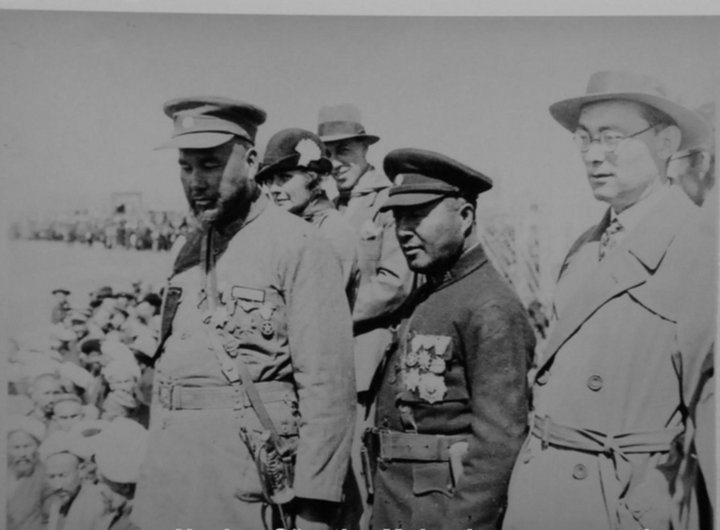
左侧高个子为马木提·穆依提

馬木提·穆依提（維吾爾語：مەھمۇت مۇھىتى / Mehmut Muhiti‎，1880年代1887年？—1944年）人称“马木提师长”（又译“麻木提师长”），维吾尔族，新疆省吐鲁番县阿斯塔那人，维吾尔军事将领。

## 生平

### 吐鲁番起义
马木提·穆依提出身自吐鲁番县阿斯塔那（汉名“三堡”）的一个巴依家庭。共有兄弟四人，他排行第三，大哥是莫索里·穆依提，二哥是马合苏提·穆依提，四弟是郭索里·穆依提。
由于统治新疆的金树仁政权对吐鲁番人民的深重压迫，吐鲁番人民长期生活在水深火热之中，强烈期盼和加尼牙孜阿吉领导的哈密农民起义胜利，以推翻金树仁的统治。1932年11月，吐鲁番突然传说和加尼牙孜阿吉率兵已到鄯善，正同当地驻军交战。三堡人民闻讯，遂开始造反。此时，马木提·穆依提的二哥马合苏提·穆依提率领几位乡约，到鄯善迎接和加尼牙孜阿吉来吐鲁番。但他们到鲁克沁之后，才知道传言不实。到鄯善的并非和加尼牙孜阿吉，而是以马世明为首的二十多个回族、维吾尔族士兵。他们未攻下鲁克沁，已撤到迪坎尔村。最后马合苏提·穆依提还是邀请马世明等人一起回三堡。他们途经二堡时，正逢马旅长派出一营部队，双方交火。三堡人民闻讯后，从四面八方前来围攻，经过数小时战斗，该营被歼灭，缴获大量枪弹。马合苏提·穆依提命令将这些枪弹全部下发给猎手及乡勇，组织起数百人的武装，马合苏提·穆依提充当指挥。吐鲁番人民便是这样在三堡打响了反金树仁政权的第一枪，吐鲁番起义正式开始。
起义军随后袭击了金树仁的新疆省军，获得大批武器弹药，以此装备了民众后，攻克吐鲁番老城。此后，起义军又准备进攻鄯善县城。当时，防守鄯善县城的是数千名武器装备精良的士兵，其中包括一个团的白俄归化军骑兵，有大炮及轻重机枪。起义军在出发之前，经过讨论，将部队组建如下：马合苏提·穆依提任总指挥，阿木都拉大毛拉、莫索里·穆依提、伊敏巴依阿吉任参谋长，马世明任师长，马木提·穆依提任旅长，指挥部设在三堡的穆依提兄弟们的大院内。此外，还以各地为主，分编为团、营、连各队。任命阿布都拉大毛拉（吐鲁番人）为吐鲁番部队的团长，尼亚孜（三堡人）为三堡部队团长，波拉提（二堡人）为二堡部队团长，依布拉音（洋海人）为鲁克沁部队团长，阿布都赛米（连木沁人）为托克逊部队营长，斯坎德尔（胜金、木里吐克人）为胜金、木里吐克部队连长。还将本地的回民编为两个团，团长由马世明自内地带来的回民担任。自此开始，起义者均被称为“战士”。此次组建工作开展了一周。准备就绪后，部队进军鄯善，在鄯善激战十二昼夜，未能攻下鄯善县城。后来，起义军用火攻城门，架设云梯登城，但均遭失败。
战斗到第十三天时，金树仁派盛世才率军队从哈密前来增援。他们在炮火掩护下，从起义军背后猛攻，起义军伤亡惨重，撤退到连木沁。盛世才军随即进军吐鲁番，起义军在连木沁、汗墩、胜金口等地试图截拦，但均失败。起义军遂放弃吐鲁番，退至托克逊。当时，总指挥马合苏提·穆依提举行紧急会议，决定派马世明、马木提率所部赴焉耆；总指挥马合苏提·穆依提则赴哈密，请和加尼牙孜阿吉前来，将哈密和吐鲁番的两支起义部队合并整编，之后重新夺取吐鲁番县、鄯善县、托克逊县，再推翻金树仁政权。依照该决定，马世明、马木提在1933年1月底率所部赴焉耆。总指挥马合苏提·穆依提则率领伊敏巴依阿吉参谋长、鲁克沁王爷沙依提，在波拉提团长的护送下抵达哈密。金树仁的省军遂控制了全部吐鲁番地区。

### 战事失利
马合苏提·穆依提到哈密之后，与和加尼牙孜阿吉会谈一周，经马合苏提·穆依提反复邀请，和加尼牙孜阿吉终于同意同赴吐鲁番。和加尼牙孜阿吉率部下同马合苏提·穆依提等人于1933年2月底自哈密起程，进军吐鲁番。他们在路上走了三日，在瞭墩停留了数日后，抵达鲁克沁。吐鲁番县、鄯善县、托克逊县人民得知该消息后非常高兴，成群结队到鲁克沁迎接。汉木都拉大毛拉也率众抵达。
马合苏提·穆依提到达瞭墩时，便写信派人赴焉耆催马木提等人赶紧返回。但马木提等人未赶来之前，盛世才得知马合苏提·穆依提等人已到鲁克沁，便派出数百名白俄归化军骑兵团，带着重型大炮前来进攻。马合苏提·穆依提等人在城堡内防守三昼夜，但归化军攻势极为猛烈，起义军方面弹尽粮绝，伤亡惨重，和加尼牙孜阿吉等人不得不弃城堡撤走。归化军攻进城堡后，残酷屠杀居民，焚烧房屋，造成极为惨重的死伤。在此次战斗中，马合苏提·穆依提总指挥以及汉木都拉大毛拉两位起义军领导人牺牲。盛世才军队将马合苏提·穆依提的头砍下，悬挂在鲁克沁、三堡等地的树上示众。

### 喀什之乱
和加尼牙孜遭到马仲英击败后，又恢复同盛世才的合作，被盛世才任命为新疆省政府副主席，和加尼牙孜于1934年8月来到迪化就任。和加尼牙孜的部队留在南疆，1934年8月改编为盛世才下属的国民革命军新编陆军第六师（后来又改番号为第七师），驻防喀什地区，马木提任师长。
1934年，马虎山等部下随马仲英（国民革命军新编陆军第三十六师师长）第二次进新疆与盛世才争霸。由于连遭败绩，1934年5月马仲英不得不赴苏联学习，该师由代师长马虎山负责。1934年8月，马虎山率三十六师离开喀什，按照与盛世才的新疆省方面的协议，开赴和田。起初由于苏联中立，新疆省方面与马虎山均按兵观望，互不敢侵犯。马虎山在和田，一个月便摧毁了穆罕默德·伊敏组织的所谓“伊斯兰教王国”，全面控制了和田。但马虎山横征暴敛，对和田人民实行血腥统治。
盛世才在1936年与马虎山签订了“和平条款”，在军事上同马虎山部“和平共处”。但随着盛世才力量渐增，分别驻扎和田、喀什的马虎山、马木提便成为其分化瓦解的重要目标。马木提力主反苏联亲英国，所以对盛世才的亲苏联政策甚表不满。盛世才试图控制和瓦解该部队，引起马木提愤恨，马木提决心起兵反对盛世才。盛世才遂邀请苏联边防军与马仲英商量协助平乱事宜。
1937年初，苏联边防军司令邀请马仲英以及留学苏联的马彦良等人座谈，讨论了以下问题：一、喀什马木提部队叛变，三十六师应协助盛世才平叛；二、中日战争可能爆发，三十六师应如何准备抗日？大家决定派马彦良、喇守礼、马世杰、杨福兴等四人回中国新疆，襄助马虎山帮盛世才平定马木提叛乱，之后整顿三十六师，由苏联补充武器弹药。除了留一个团或一个营继续驻守和田之外，三十六师其他部队将开到抗日战争前线参战，苏联可保证三十六师后方和田的安全。
马彦良等人抵达喀什后，经苏联领事馆同喀什城防司令兼行政长刘斌会晤，表明马仲英要求三十六师帮盛世才的新疆省军消灭马木提部，随后经过整训开赴抗日前线。刘斌表示欢迎，并为马彦良等人回国召开了欢迎会。会后，刘斌派专车送马彦良等人抵达叶城。马彦良刚到叶城便向驻扎叶城的马仲英军事顾问葛霁云谈了此次任务。马虎山此时从和田派人来叶城迎接马彦良等人。
马虎山将马彦良等人接回和田后，安置在和田城外一个大巴依的花园居住，禁止其他人接近他们。马彦良等人向马虎山交待了苏联和马仲英商定的方案，并面交马仲英的指示信。但是此前马虎山得知马彦良抵达喀什后，迅速在洛浦召开旅长级以上军官会议，在会上说：“马彦良这次回来，目的是要接任三十六师师长。还调我去苏联学习，大家看咋办？”经马虎山策动，与会者不同意马虎山赴苏联学习，要求他继续担任代师长，并决定三十六师要同马木提联合，共同反盛世才。
喀什有名的伊斯兰教人士阿不都吾甫尔大毛拉私下说：“……如果世上再出现一个圣人，那就是盛世才……” 等等言论，遭马木提忌恨。马木提遂指使人在喀什回城鞋匠巴扎将阿不都吾甫尔大毛拉暗杀。暗杀事件引起盛世才对马木提的怀疑。
1937年4月2日，马木提拒绝了盛世才要求他赴迪化的命令，借打猎之机，从喀什经英吉沙秘密出逃赴印度。行前，他指示副师长阿不都尼牙孜举兵反盛世才。马木提外逃后，阿不都尼牙孜率领马木提的第七师部分部队哗变，在1937年春夏之交进攻驻扎在喀什汉城（今疏勒县）盛世才的新疆省军，1937年喀什之乱由此开始。经过半天的战斗，未见进展。阿不都尼牙孜退往莎车县的卡群。在此，阿不都尼牙孜正式宣布自己为师长，向盛世才公开宣战，还派人赴和田联络马虎山。1937年5月，马虎山和阿不都尼牙孜在叶城会谈，决定共同反盛世才。

### 流亡日本
马木提由喀什逃到印度斯利那加后，第二年曾到麥加朝覲。后来他又从印度流亡日本。
1939年秋，在日本的策划下，在东京召开“大土耳其主义亚洲代表会议”。同年12月16日，流亡日本的马木提、谢力甫·乌斯曼等12人在东京世界回教协会负责人阿牙西直接的指使之下，成立“东土耳其斯坦民族独立委员会”，马木提任主任委员。其心腹谢力甫·乌斯曼也是该委员会的重要成员。1940年1月，当马木提、谢力甫等人在日本东京的一所清真寺作礼拜时，遇见一位19岁的日本姑娘。日本姑娘自称在一家工厂当裁缝，名叫索子容。她对该清真寺的阿訇热西提哈孜说：“我因看过多种伊斯兰教书籍，使我不由得想入教。”在她要求下，迅速按照伊斯兰教仪式办理完入教手续，并按照伊斯兰教规定获得教名“阿米娜”。阿米娜的真名是三条寿美子，自东京高等女子中学毕业后，1939年经日本陆军部情报局世界回教国研究所所长林铣十郎的介绍，成为该所的研究员，并学习汉语会话及土耳其文，还接受特工技能训练。她和马木提、谢力甫等人的结识是日本特务机关的精心安排。三条寿美子不仅参加了回教国研究所，还参加了日军侵略中国的核心情报组织“桐叶会”。1940年6月，三条寿美子受林铣十郎指派，和佐佐夫、北村赤松、清水、横山夫妇等人一起到中国东北的满洲国，试图隐瞒真实身份化装进新疆，以结交新疆上层人士，策划分裂中国。但该企图因故未能实现。因此，三条寿美子又给在东京的恋人谢力甫写信，谎称自己为逃避家庭压力而到中国。三条寿美子到中国后，不久即奉命和谢力甫结婚。她不但是政治间谍，还担负着日本军方、警方的社会密探以及刽子手的角色。直到1953年，三条寿美子才被中国公安机关逮捕。
1940年底，马木提和谢力甫等人回到中国后，在北平成立了“东土耳其斯坦战斗委员会”。该组织共有40多名主要成员，大多加入了日本间谍机构，以经商的名义在中国西北各省份为日本开展间谍活动。后来直到1950年7月，新疆省公安机关还在奇台县逮捕了三名“东土耳其斯坦战斗委员会”重要成员。
1944年，马木提在北平病逝。